# When Ambrose Dared Walrus
When Ambrose Dared Walrus è un cortometraggio muto del 1915 diretto da Walter Wright.

## Produzione
Il film fu prodotto dalla Keystone Film Company con il titolo di lavorazione Fire Insurance Story.

## Distribuzione
Distribuito dalla Mutual Film, il film uscì nelle sale cinematografiche USA il 12 luglio 1915.